# Ministère de la Recherche scientifique et de l'Innovation (Cameroun)
Pour les articles homonymes, voir Ministère de la Recherche.
Le ministère de la Recherche scientifique et de l'Innovation, abrégé MINRESI (en anglais : Ministry of scientific research and innovation) est un département du gouvernement camerounais responsable de la mise en œuvre de la politique en matière de recherche scientifique et d'innovation. Il est dirigé par un ministre. Le ministère est situé au centre administratif à Yaoundé, la capitale du pays.

## Organisation
Le Ministère est placé sous l'autorité d'un ministre. Il exerce une tutelle sur la Mission de promotion des matériels locaux (MIPROMALO), l'Agence Nationale de Radioprotection (ANRP) et les Instituts de recherche.

## Missions
Le Ministère est responsable de :
- L'animation, de la coordination et du contrôle des activités de recherche scientifique. Il impacte directement sur le développement économique, social et culturel ;
- La mise en valeur, de la promotion et de l'exploitation des résultats de recherche dans tous les secteurs de l'économie nationale du Cameroun ;
- Assurer la coopération internationale en matière de recherche scientifique et d'innovation ;
- La coopération internationale en matière de recherche scientifique et d'innovation, en liaison avec d'autres ministères. Notamment, le ministère des Relations extérieures, le ministère de l'Enseignement supérieur et les administrations concernées ;
- La veille technologique en rapport avec les administrations concernées ;
- Le suivi de la recherche dans le domaine des pharmacopées traditionnelles en coopération avec le ministère de la Santé publique et des départements ministériels.

## Structures rattachées
Quatre structures sont rattachées au Ministère de la Recherche scientifique et de l'Innovation  :

### L'Institut de Recherche Agricole pour le Développement (IRAD)
L’Institut de recherche agricole pour le développement est créé en 1996 . En vertu du décret no 2019/075 du 18 février 2019 du président de la République Paul Biya, l'IRAD est responsable de la promotion du développement agricole dans les domaines de production végétale, animale, forestière, halieutique et environnementale, ainsi que des technologies alimentaires et agro-industrielles. Son siège est situé à Yaoundé dans le quartier Nkolbisson.

### L'Institut de Recherche Géologique et Minière (IRGM)
L'Institut de recherche géologique et minière a été créé par décret n° 79/495 du 04 décembre 1979 avec comme mission la conception et l’exécution des programmes de recherche en vue d’assurer la maîtrise des données géographiques, minières, hydrologiques et énergétiques du Cameroun,. L'IRGM est situé à Yaoundé, rue Mgr Vogt.

### L’Institut de Recherches Médicales et d'Etudes des Plantes Médicinales (IMPM)
L’Institut de recherches médicales et d’études des plantes médicinales est créé par décret n°74/888 du 06 juin 1974 portant réorganisation de l’Office national de la recherche scientifique et technique (ONAREST). L’IMPM est réorganisé par décret n°2019/686 du 26 décembre 2019. Depuis sa réorganisation, l'IMPM supervise l'exécution des programmes de recherche dans le domaine de la médecine. Il œuvre dans le but d'améliorer des conditions de santé des populations. Il se localise sur la maîtrise des aspects pathologiques, épidémiologiques, thérapeutiques, préventifs et nutritionnels. L'IMPM est situé au quartier Ngoa-Ekelle dans la ville de Yaoundé.

### L'Institut National de Cartographie (INC)
L'Institut national de cartographie a été créé par le décret N° 92/049 du 24 mars 1992. L'INC est responsable de l’exécution des travaux de cartographie tels que : la géodésie, photogrammétrie, topographie, rédaction cartographique, etc. Il effectue également la télédétection et établit la carte d’état-major du Cameroun.

## Liste des ministres[8]
| Dénomination                                                                  | Ministres             | Début   | Fin     | Images |
| ----------------------------------------------------------------------------- | --------------------- | ------- | ------- | ------ |
| Ministère de la Recherche scientifique et de l'Innovation                     | Madeleine Tchuente    | 2004    |         |        |
| Ministère de la Recherche scientifique et technique                           | Zacharie Perevet      | 2002    | 2004    |        |
| Ministère de la Recherche scientifique et technique                           | Henri Hogbe Nlend     | 1997    | 2002    |        |
| Ministère de la Recherche scientifique et technique                           | Bava Djingoer         | 1996    | 1997    |        |
| Ministère de la Recherche scientifique et technique                           | Joseph Mbede          | 1994    | 1996    |        |
| Ministère de la recherche scientifique et technique                           | Jacob Ayuk Takem      | 1992    | 1994    |        |
| Ministère de l'enseignement supérieur, informatique et recherche scientifique | Joseph Owona Kono     | 1990    | 1992    |        |
| Ministère de l'enseignement supérieur, informatique et recherche scientifique | Abdoulaye Babale      | 1988    | 1990    |        |
| Ministère de l'enseignement supérieur, informatique et recherche scientifique | Abdoulaye Babale      | 1986    | 1988    |        |
| Ministère de l'Enseignement supérieur et Recherche scientifique               | David ABOUEM à TCHOYI | 1985    | 1986    |        |
| Ministère de l'Enseignement supérieur, informatique et Recherche scientifique | Gibering Bol Alima    | 1984    | 1985    |        |
| Ministère de l'Enseignement supérieur, informatique et Recherche scientifique | Gibering Bol Alima    | 02/1984 | 07/1984 |        |